# Carl Gustaf M/45
El Kulsprutepistol m/45 (Kpist m/45), también conocido como Carl Gustaf M/45 y K sueco (Swedish K, en inglés), es un subfusil sueco calibre 9 mm diseñado por Gunnar Johnsson y adoptado en 1945 (de ahí la denominación m/45), y fabricado en la Carl Gustafs Stads Gevärsfaktori (Fábrica de fusiles de Carl Gustafs Stads, en sueco) en Eskilstuna, Suecia. El m/45 fue el subfusil estándar del Ejército sueco entre 1945 y finales de la década de 1990. Fue gradualmente reemplazado por los mejorados fusiles de asalto Ak 4 y Ak 5. El último usuario del m/45, la Guardia Nacional Sueca (Hemvärnet), lo retiró del servicio en 2003.
El m/45 fue diseñado entre 1944-1945, tomando prestados y mejorando elementos de diseño de varios subfusiles. Se estudiaron detalladamente las técnicas de estampado de chapa de acero empleadas para fabricar el MP40 alemán, el Sten británico y los subfusiles soviéticos PPSh-41 y PPS-43. En 1944 se probaron dos diseños, uno de la Carl Gustafs Stads Gevärsfaktori y otro de la Husqvarna Vapenfabrik AB, siendo elegido para posteriores desarrollos el prototipo de la Carl Gustafs Stads Gevärsfaktori. La primera versión producida en serie fue adoptada en 1945 como Kpist m/45. El subfusil danés Hovea M/49, a pesar de tener una apariencia similar, no es un derivado del m/45. El Hovea fue un desarrollo del fallido protipo de Husqvarna Vapenfabrik AB (fm44).

## Características

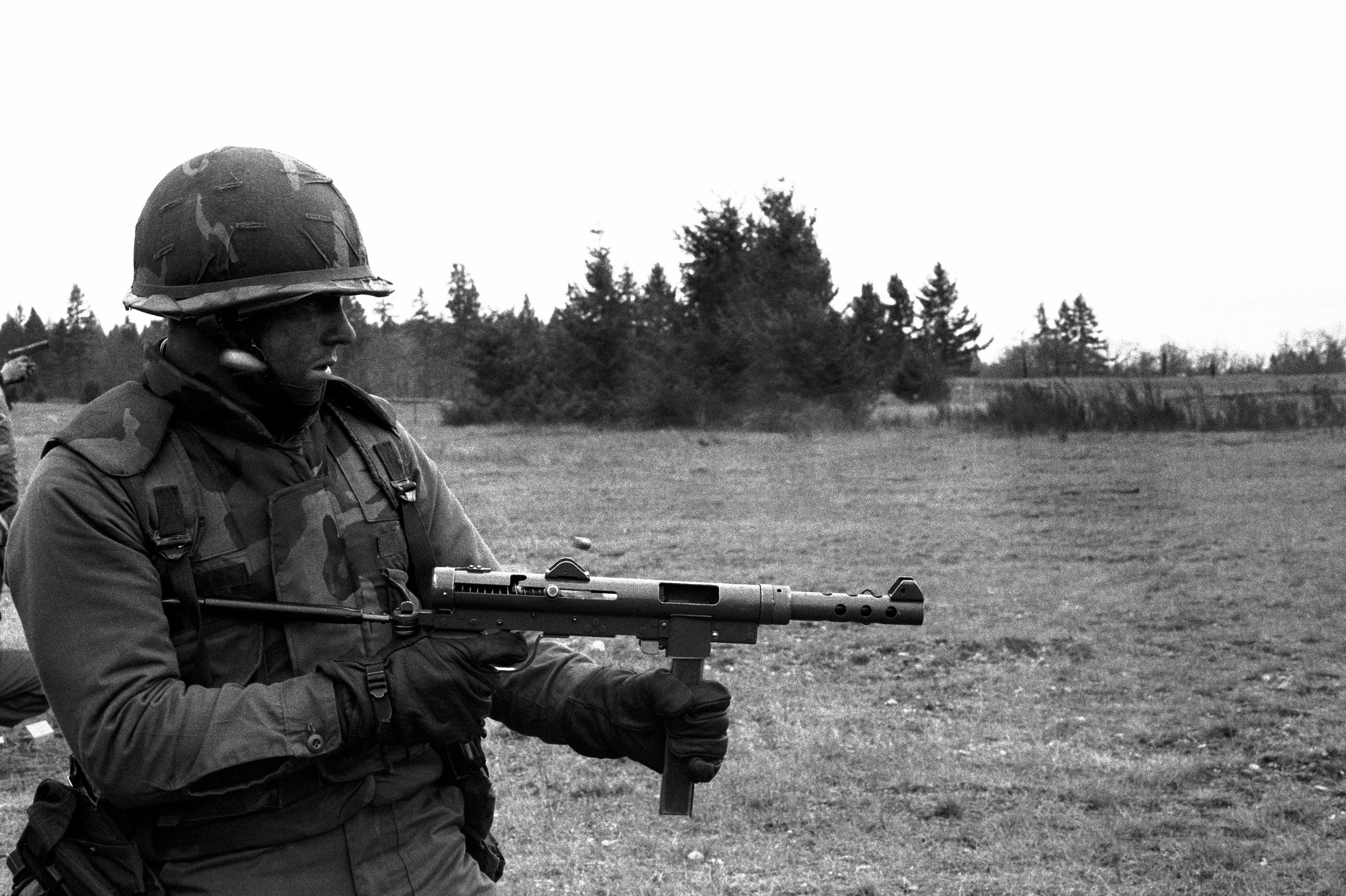
Swedish K: Un soldado estadounidense dispara un m/45b durante el entrenamiento con armas especiales.

El m/45 estándar es un arma totalmente automática, sin selector de fuego para disparar en modo semiautomático. Pesa 3,3 kg (7,3 libras) descargado y 4,2 kg (9,25 libras) cargado con un cargador de 36 balas. Tiene una longitud de 808 mm (31,8 pulgadas) con la culata extentida y 550 mm (21,7 pulgadas) con la culata plegada. El m/45 dispara a cerrojo abierto con un percutor fijo. Su relativamente baja cadencia de disparo (550-600 disparos/minuto) y bajo retroceso del funcionamiento del cerrojo (retroceso directo) lo hacen sencillo de controlar al disparar ráfagas. También es fácil hacer disparos individuales (con muy poco entrenamiento) al soltar el gatillo antes que otra bala entre a la recámara. El m/45 es bastante preciso hasta 200 metros.
Los accesorios incluyen un cañón subcalibre especial (pintado en color plata) para disparar cartuchos de fogueo y municiones para tiro reducido. Al disparar cartuchos de fogueo, se debe acoplar un adaptador en forma de cono a la boca roscada del cañón subcalibre (que es fijado por un clip) para que el mecanismo tenga la suficiente presión para poder retroceder. Otros accesorios incluyen miras nocturnas (solo para empleo en combate) que se acoplan a los mecanismos de puntería diurnos (punto de mira protegido y alza pivotante en "L"), un atrapa-casquillos para juntar los casquillos disparados (solo para empleo en entrenamiento, para recarga y reciclaje), una cubierta protectora de la portilla de eyección (pintada de rojo y retirable mediante una cuerda) para labores de vigilancia que asegura el cerrojo y evita disparos accidentales, y un cargador rápido (rara vez suministrado debido a su limitada disponibilidad) que recarga el cargador de 36 balas en segundos. El m/45 también fue suministrado con un kit de limpieza estándar que contenía una baqueta roscada, un portatrapos roscado y un contenedor para el portatrapos, la aceitera y los trapos de limpieza. La correa portafusil estándar era de cuero e iba acoplada a los anillos situados a la izquierda de la parte posterior del cajón de mecanismos y de la camisa del cañón. 
El cargador extraíble recto de 36 balas es más ancho en su parte trasera que al frente, por lo que el espacio adicional permite que los cartuchos 9x19 Parabellum sean alimentados de forma más eficiente en ambientes con polvo y temperaturas bajo cero. Su diseño trapezoidal hace que el cargador sea muy fiable, ya que los cargadores con lados paralelos son más propensos a bloquearse en condiciones adversas. El cargador fue empleado por Finlandia tras la guerra en el subfusil Suomi M/31 con la denominación m/54, un rasgo distintivo de la variante m/55 (fabricado por Lapua) es un lazo de alambre de acero para transporte montado en el borde frontal inferior. La idea básica de diseño del cargador m/45 era que también pudiera ser utilizado en los subfusiles checos Modelo 23 y Modelo 25, y el subfusil francés MAS.
El m/45 no tiene seguro. En cambio, puede "asegurarse" al deslizar la manija de amartillado en una corta ranura lateral situada sobre su ranura principal. En la foto de arriba, se puede observar la corta ranura de asegurado detrás del alza pivotante en "L". Esta característica de diseño tiene como resultado un mayor tiempo para disparar el arma, porque el soldado debe retirar su mano del pistolete y el gatillo, como si estuviera empleando un fusil de cerrojo. Cuando el m/45 está descargado, el cerrojo se mantiene en posición adelantada al presionar hacia abajo la manija de amartillado, encajándose en un agujero en la pared inferior izquierda del cajón de mecanismos. 

## Variantes
- Primer lote: los modelos Kpist m/45 y Kpist m/45S tenían el brocal del cargador desmontable (mediante un clip). Aceptaba el cargador de doble hilera m/37-39 de 50 balas y el posterior cargador estándar de 36 balas. Con el paso del tiempo, la mayoría de subfusiles m/45 del primer lote fueron modificados al remachar permanentemente el brocal del cargador al cajón de mecanismos.[1] El m/45 tenía un acabado fosfatado negro.
- Producción general: El modelo m/45B tiene un brocal del cargador fijo, pequeños agujeros en la camisa del cañón, un tope del cerrojo reforzado (en la parte posterior del cajón de mecanismos) y un gancho que mantiene en su lugar el tope del cerrojo.[1] Los primeros modelos del m/45B tenían el mismo acabdo que el m/45, pero la mayoría tenían un acabado de laca gris verdosa.
- Ceremonial y en las Naciones Unidas: El m/45C es un m/45B con un riel para bayoneta en la camisa del cañón que se utilizó para desfiles y tareas de vigilancia. Durante la Crisis del Congo en la década de 1960, las fuerzas suecas de la ONU utilizaron ampliamente la versión C. Los m/45 y m/45B estándar no tienen riel para bayoneta.[1]

- Policía: el modelo m/45BE / BET es un subfusil con selector de fuego ( modo semiautomático y automático). La "E" significa "enkelskott", un solo disparo y la "T" significa "tårgas", gas lacrimógeno. El modelo BET solo se utilizó para lanzar granadas de gas lacrimógeno. A mediados de la década de 1970, a este modelo se le instaló una culata modificada (m/75), con una carrillera desmontable que permite al operador llevar un casco de protección antidisturbios con visera.[1]

## Fabricación y uso
Las Fuerzas Armadas suecas retiraron el Kpist m/45 de su inventario, tras declararlo oficialmente obsoleto.
Además de Suecia, varios otros países han empleado y/o producido este subfusil. El Ejército irlandés empleó el Carl Gustaf M/45 durante la Crisis del Congo en la década de 1960, durante la Guerra Civil Libanesa en la década de 1970 y durante The Troubles. Fue reemplazado en el inventario del Ejército irlandés por el Steyr AUG, un fusil de asalto compacto con un tamaño comparable al de algunos subfusiles. El m/45 también ha sido empleado por Egipto, Indonesia y los Estados Unidos, siendo producido en Egipto y los Estados Unidos.
El Carl Gustaf M/45 fue reemplazado a mediados de la década de 1990 en las Fuerzas Armadas suecas con los fusiles de asalto Ak 4 y Ak 5.

### Producción bajo licencia en Egipto
El m/45 fue fabricado bajo licencia en Egipto como el Port Said y el Akaba. Las maquinarias necesarias para la producción, así como asistencia técnica, fueron vendidas por Suecia a Egipto durante la década de 1950. El Port Said se parece y funciona exactamente como el m/45, mientras que el Akaba es una versión modificada y simplificada. El Akaba no tiene camisa de cañón, su cañón es ligeramente más corto y su culata plegable ha sido reemplazada por una culata extensible similar a la empleada por el M3A1 estadounidense y el MAT-49 francés. Los mecanismos de puntería simplificados del Akaba fueron situados en la parte delantera (punto de mira sin protección) y trasera (alza pivotante protegida) del cajón de mecanismos.

### Uso por los Estados Unidos
Durante la Guerra de Vietnam, los SEAL de la Armada de los Estados Unidos emplearon el Carl Gustaf m/45 ampliamente. Una cualidad del arma que agradó a la Armada fue que el m/45 podía disparar casi de inmediato fuera del agua. También fue empleado por agentes y asesores de la CIA. En servicio estadounidense fue principalmente conocido como "Swedish-K" o "K-Rifle".[cita requerida] La Armada de los Estados Unidos fue tan impresionada por el m/45, que cuando Suecia puso un embargo a la exportación de armas a los Estados Unidos, se le ordenó a Smith & Wesson que produzca una copia. Esta fue denominada Smith & Wesson M76. Sin embargo, para cuando el M76 estuvo listo para emplearse en combate, la Armada de los Estados Unidos había terminado la mayoría de misiones SEAL en Asia. Muchos de los m/45 empleados por las fuerzas especiales y agencias estadounidenses habían sido "saneados", lo que significa que no tenían ningún tipo de marcajes, para poder ser empleados clandestinamente. Durante la década de 1980, la empresa MK Arms fabricó el MK-760; es una copia del Smith & Wesson M76.
Una variante empleada por los SEAL usaba un silenciador del M3 modificado. Pesado, voluminoso y con una corta vida útil, fue prontamente reemplazado por un silenciador sueco.[cita requerida]

## Usuarios
- Suecia[3]
- Argelia[4]
- Argentina: Fabricado y usado ilegalmente por el Ejército Revolucionario del Pueblo bajo la denominación de JCR-1.
- Chile. Usado por su policía militarizada, Carabineros de Chile.
- Egipto: Fabricado localmente bajo licencia como Port Said y Akaba.[4]
- Estados Unidos[cita requerida]
- Estonia: Armada estonia.[cita requerida]
- Indonesia: Fabricado localmente bajo licencia.[3]
- Irlanda: Retirado del servicio.[5]
- Paraguay[4]